# Raft
Raft是一种用于替代Paxos的共识算法。相比于Paxos，Raft的目標是提供更清晰的逻辑分工使得算法本身能被更好地理解，同时它安全性更高，并能提供一些额外的特性。:1Raft能为在计算机集群之间部署有限状态机提供一种通用方法，并确保集群内的任意节点在某种状态转换上保持一致。Raft算法的开源实现众多，在Go、C++、Java以及 Scala中都有完整的代码实现。Raft这一名字来源于"Reliable, Replicated, Redundant, And Fault-Tolerant"（“可靠、可复制、可冗余、可容错”）的首字母缩写。
集群内的节点都对选举出的领袖采取信任，因此Raft不是一种拜占庭容错算法。

## 簡介
Raft透過選舉領袖（英語：leader）的方式做共識演算法。
在Raft叢集（英語：Raft cluster）裡，伺服器可能會是這三種身份其中一個：領袖（英語：leader）、追隨者（英語：follower），或是候選人（英語：candidate）:5。在正常情況下只會有一個領袖，其他都是追隨者:5。而領袖會負責所有外部的請求，如果不是領袖的機器收到時，請求會被導到領袖:5。
通常領袖會藉由固定時間發送訊息，也就是「心跳（英語：heartbeat）」:5，讓追隨者知道叢集的領袖還在運作。而每個追隨者都會設計逾時機制（英語：timeout），當超過一定時間沒有收到心跳（通常是150 ms或300 ms:6），叢集就會進入選舉狀態。
Raft將問題拆成數個子問題分開解決:1，讓人更容易了解：
- 領袖選舉（英語：Leader Election）
- 記錄複寫（英語：Log Replication）
- 安全性（英語：Safety）

### 領袖選舉
在起始演算法或領袖當機、斷線的時候，就需要選舉出新的領袖。
此時叢集進入新的任期（英語：term）並開始選舉，如果選舉成功則新的領袖開始執行工作，反之則視此任期終止，開始新的任期並開始下一場選舉。
選舉是由候選人發動的。當領袖的心跳逾時的時候，追隨者就會把自己的任期編號（英語：term counter）加一、宣告競選、投自己一票、並向其他伺服器拉票。每個伺服器在每個任期只會投一票，固定投給最早拉票的伺服器。
如果候選人收到其他候選人的拉票、而且拉票的任期編號不小於自己的任期編號，就會自認落選，成為追隨者，並認定來拉票的候選人為領袖。如果有候選人收到過半的選票就當選為新的領袖。如果逾時仍沒有選出新領袖，此任期自動終止，開始新的任期並開始下一場選舉。
Raft每個伺服器的逾時期限是隨機的，這降低伺服務同時競選的機率，也降低因兩個競選人得票都不過半而選舉失敗的機率。

### 記錄複寫
記錄複寫的責任在領袖身上。
整個叢集有個複寫的狀態機（英語：state machine），可執行外來的指令。領袖接收指令，將之寫入自己記錄中的新指令部分，然後把指令轉發給追隨者。如果有追隨者沒反應，領袖會不斷重發指令、直到每個追隨者都成功將新指令寫入記錄為止。
當領袖收到過半追隨者確認寫入的訊息，就會把指令視為已儲存（英語：committed）。當追隨者發現指令狀態變成已儲存，就會在其狀態機上執行該指令。
當領袖當機時，領袖的某些新指令可能還沒複寫到叢集整體，造成叢集的記錄處於不一致的狀態。新領袖會擔起重返一致的責任，讓每個追隨者的記錄都和它的一致，做法是：和每個追隨者比對記錄，找出兩者一致的最後一筆指令，刪除追隨者之後的指令，把自己之後的指令拷貝給追隨者。這個機制完成時，每個伺服器的記錄就會一致。

### 安全性

#### Raft的安全性規則
Raft保證以下的安全性：
- 選舉安全性：每個任期最多只能選出一個領袖。
- 領袖附加性：領袖只會把新指令附加（英語：append）在記錄尾端，不會覆寫或刪除已有指令。
- 記錄符合性：如果某個指令在兩個記錄中的任期和指令序號一樣，則保證序號較小的指令也完全一樣。
- 領袖完整性：如果某個指令在某個任期中儲存成功，則保證存在於領袖該任期之後的記錄中。
- 狀態機安全性：如果某伺服器在其狀態機上執行了某個指令，其他伺服器保證不會在同個狀態上執行不同的指令。

前四項保證的原因詳見上述演算法，狀態機安全性則藉由下述選舉流程的限制所達到。

#### 追隨者當機
當某台追隨者當機時，所有給它的轉發指令和拉票的訊息都會因沒有回應而失敗，此時發送端會持續重送。當這台追隨者開機重新加入叢集，就會收到這些訊息，追隨者會重新回應，如果轉發的指令已經寫入，不會重覆寫入。

#### 領袖當機
領袖當機或斷線時，每個已儲存指令必定已經寫入到過半的伺服器中，此時選舉流程會讓記錄最完整的伺服器勝選。其中一個因素是Raft候選人拉票時會揭露自己記錄最新一筆的資訊，如果伺服器自己的記錄比較新，就不會投票給候選人。

#### 逾時期限和可用性
因為Raft啟動選舉是基於逾時，使得逾時期限的選擇至為關鍵。若遵守演算法的時限需求
廣播時間 << 逾時期限 << 平均故障間隔
就能達到穩定性。這三個時間定義如下：
- 廣播時間 是單一伺服器發送訊息給叢集中每台伺服器並得到回應的平均時間，需要測量得到。
- 逾時期限 是發動選舉的逾時期限，由部署Raft叢集的人選定。
- 平均故障間隔 是伺服器發生故障之間的平均時間，可以測量或估計得到。

廣播時間典型是 0.5ms 到 20ms，平均故障間隔通常是用週或月來計算的，所以可以將逾時期限設在 10ms 到 500ms。

## 相關連結
- Paxos算法
- 分布式计算

## 外部連結
- 官方网站 （英文）